# Idioblast (Geologie)
Idioblasten (griechisch ἴδιος „eigen“, βλάστος blastos „Keim“) sind kornförmige Mineralien in metamorphem Gestein, die ihre kristalline Eigengestalt haben. Die idioblastische (kristalloblastische) Struktur ist die für die gewöhnlichen metamorphen Gesteine charakteristische Gefügeform.
Beispiele für Idioblasten sind unter anderem Granat, Turmalin, Staurolith und
Kyanit.